# Срванцтян, Амазасп
Амаза́сп Срванцтя́н (арм. Համազասպ Սրվանձթյան, 1873—1921) — армянский фидаи начала XX века.

## Биография
Родился в городе Ван в 1873 году. Ещё с ранних лет он был втянут в революционное движение. Опасаясь турецких преследований, Амазасп уехал в Эривань, затем в Шушу.

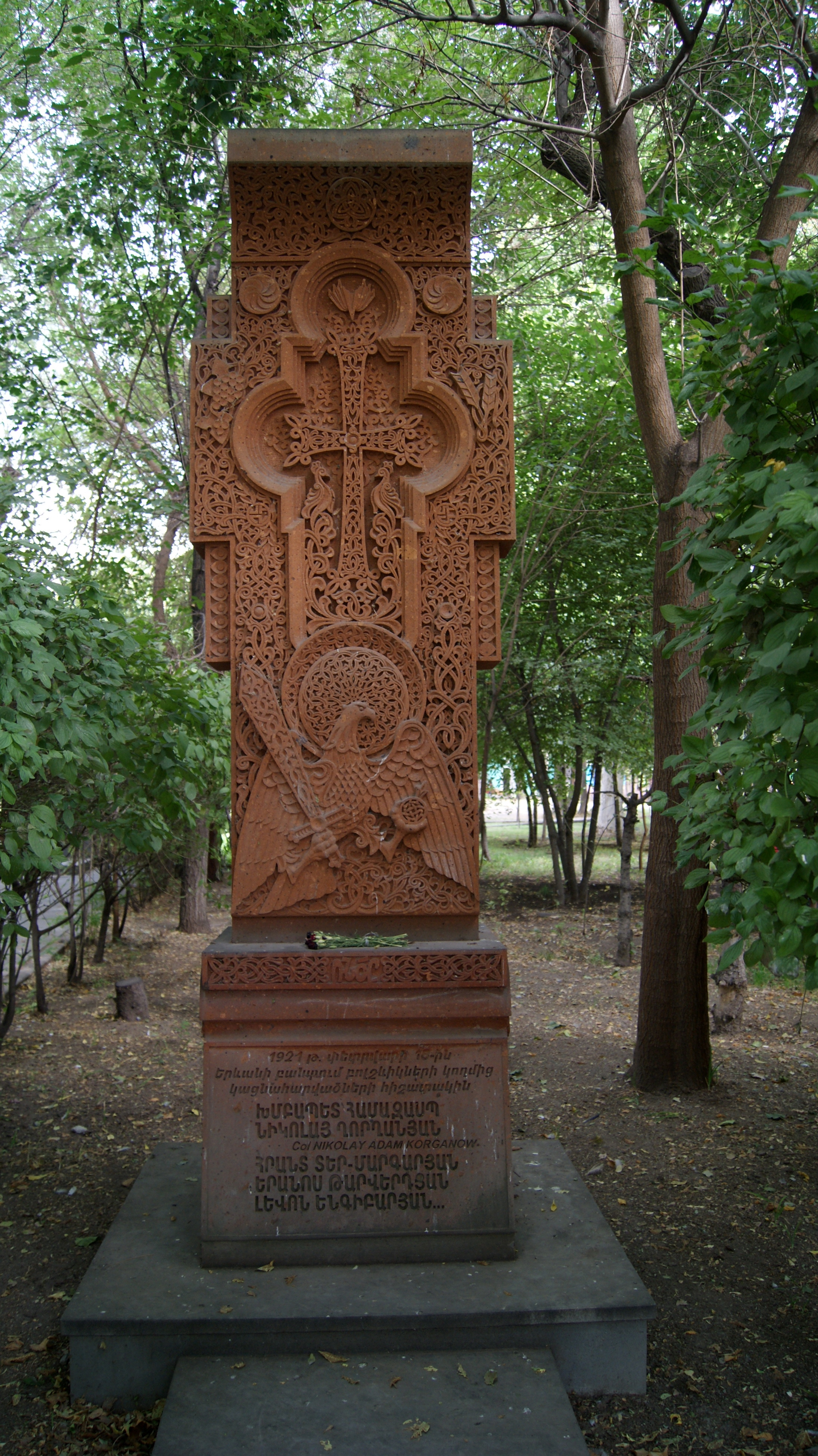

### Боевые действия
Амазасп участвовал в армяно-татарской резне 1905—1906 годов. В 1908 году вместе с другими дашнакскими деятелями был арестован царским правительством и выслан в Сибирь на 15 лет поселения, но в 1913 году смог бежать и уехал в Европу, а в 1914 году — в Константинополь.
С началом Первой мировой войны в 1914 году и объявлением Россией амнистии для дашнаков, Амазасп вернулся на Кавказ и принял командование 3-й Армянской добровольческой дружиной. Его дружина участвовала во многих боях. В 1915 году участвовал в боях за свой родной Ван, а после — в боях за Битлис и Хизан. Стяжал репутацию блестящего стратега.
В ходе мартовских событий 1918 года в Баку, солдаты Амазаспа, по словам немецкого историка Йорга Баберовского, насиловали, калечили и убивали людей прямо на улицах.
Баберовски отмечает, что в конце апреля 1918 года армянская военная группировка численностью 2000 солдат во главе с Амазаспом и большевистским комиссаром Велунцем двинулась из Баку в сторону Кубы. Амазасп выполнял приказ Шаумяна и Корганова — дать контрреволюции наглядный урок. Войдя в город, Амазасп заявил собравшимся горожанам, что прислан для отмщения убитых армян, и ему приказано «уничтожить всех мусульман от берегов моря до Шахдага». Как пишет Баберовски, армянскими солдатами были совершены крайние жестокости. За один день солдатами было убито 2000 жителей города и разрушено 150 домов в его центре. Помимо этого полком Амазаспа были сожжены 122 деревни в районе Кубы, крестьян же, которые встречали приближавшееся войско с белыми флагами, расстреливали.

В 1918 году Амазасп Срванцтян участвовал в оборонительных боях за Баку. Там Амазасп командовал Армянской бригадой численностью в 3500 человек, сражался за Гянджу и Евлах, 4 месяца отбивал атаки многократно превосходящих сил турецко-азербайджанской Кавказской исламской армии. В конце концов, в июле 1918 года ему пришлось отвести совершенно истощённую бригаду с линии фронта. Комиссар Армянской бригады Анастас Микоян обвинил Амазаспа в предательстве: 
я вспомнил и сопоставил все поступки и рассуждения командующего отрядом и командира бригады за последние дни. Получалась цепь заранее продуманных действий. Предательство! Придя к такому выводу, я направил в Баку в адрес Шаумяна телеграмму: "Вопреки моим усилиям по приказу Амазаспа отошел обоз, а за ним постепенно двинулась пехота. Виновники должны быть преданы суду"
Вскоре Амазасп уехал в Персию. После завершения Первой мировой войны он возвращается в Армению и вскоре его назначают командиром Армянской армии в регионе Нор-Баязет. В 1920 году принимал участие в турецко-армянской войне. После установления советской власти Амазасп был арестован и в феврале 1921 года погиб  в Эриванской тюрьме.